# Činžovní dům Karla Schulze II
Činžovní dům Karla Schulze II je část dvojdomu, který si nechal v letech 1904–05 postavit v centru Hradce Králové továrník Karel Schulz. Tato druhá část domu, na adrese Dlouhá 193, má fasády obráceny do ulic Dlouhá a Špitálská a je téměř symetrickou kopií činžovního domu Karla Schulze I.

## Historie
Spolumajitel kovozpracující továrny v Kuklenách Karel Schulz se rozhodl ke svému dědictví – parcele čp. 182 – přikoupit ještě sousední parcelu čp. 193 a architekta Rudolfa Němce oslovil s požadavkem, aby pro oba objekty navrhl jednotnou fasádu uzavírající celý domovní blok a zasahující do tří ulic. Přestože opticky tvoří oba domy jeden celek, na každé číslo popisné se vztahovaly v rámci stavebního řízení jiné zákonné normy (například tato druhá část domu byla osvobozena od daně na 18 let, zatímco první na parcele čp. 182 pouze na let 12). Stavba obou částí domu začala v červenci roku 1904 a dokončena byla 23. srpna 1905, v září pak bylo vydáno kolaudační rozhodnutí. Stavbu realizovala hradecká stavební firma Nekvasil – Schmidt.
Dům byl zapsán do seznamu kulturních památek v roce 1987.

## Architektura
Architekt Rudolf Němec se rozhodl pro zdobnou secesní stavbu. Aktuální odstíny omítky olivové barvy nicméně nejsou původní. Nároží domu je zvýrazněno jednoosými rizality, které jsou zakončeny zdobnou atikovou nástavbou. Nároží je zdobeno pilastry sahajícími přes tři patra a ukončenými štukovými věnci se zavěšenými třapci a stuhami. Zajímavé je srovnání s nárožím činžovního domu Karla Schulze I, které je dekorativně pojednáno podobně, nicméně je zkosené. Parter domu je dekorován pásovou rustikou, ve vyšších patrech pak je fasáda bohatě štukově zdobena, hlavně v polích pod okny. Fasáda v ulici Špitálská je završena trojúhelníkovým tympanonem, který přesahuje až do sousedního domu. Podobně je mělký středový rizalit v ulici Špitálská společný oběma domům. V první a druhém patře této fasády jsou mělké balkonky s kovaným zábradlím.
Obě části domu jsou stavebně odděleny a každá má samostatný vchod zdobený secesní štukovou rostlinnou ornamentikou. V přízemí domu byly obchody, v patrech pak byty (v každém patře vždy jeden dvoupokojový a jeden třípokojový). Dispozice bytů odpovídala spíš životnímu stylu 19. století (malé koupelny, chyběl pokojík pro služku). I přesto byl dům ihned po svém dokončení prezentován v prestižním architektonickém časopise Der Architekt.